# Echo (Oregon)
Echo è una città degli Stati Uniti d'America situata nell'Oregon, nella Contea di Umatilla.